# Breguet 16
O Breguet 16 foi um bombardeiro biplano produzido em França pela Breguet perto do final da Primeira Guerra Mundial.

## Desenho e desenvolvimento
O desenho do Breguet 16 era essencialmente uma versão ampliada do bem sucedido Breguet 14. Ensaios conduzidos em 1918 foram bastante promissores, e a produção em massa sob licença por diversos fabricantes franceses foi planeada para 1919. Estes planos foram descartados com o Armistício de Compiègne, mas no início da década de 1920 uma produção mais limitada foi ressuscitada quando o Armée de l'Air começou um programa de modernização.

## História operacional
Em serviço, o monomotor Breguet 16 substituiu o obsoleto bimotor Farman F.50 no papel de bombardeiro nocturno como Bre.16Bn.2. Alguns dos 200 aparelhos construídos foram destacados para a Síria e Marrocos, e Breguet também conseguiu vender alguns exemplares às forças militares da República da China e da Checoslováquia.

## Variantes
Bre.16Bn.2
Versão de bombardeio nocturno.

## Operadores
- República da China
- Tchecoslováquia
- França
- Portugal

## Especificações
Descrições gerais
- Tripulação: 2 - piloto e observador
- Capacidade: 550 kg (1 210 lb) de bombas
- Comprimento: 9,55 m (31 ft)
- Envergadura: 16,96 m (56 ft)
- Altura: 3,32 m (11 ft)
- Área alar: 75,5 m² (813 ft²)
- Peso vazio: 1 265 kg (2 790 lb)
- Peso bruto (carregado): 2 200 kg (4 850 lb)

Motorização
- Número de motores: 1x
- Tipo do motor: Motor a pistão
- Fabricante/modelo: Renault 12Fe
- Potência por motor: 300 hp (224 kW)

Performance
- Velocidade máxima: 160 km/h (99,4 mph)
- Alcance: 900 km (559 mi)
- Tecto de serviço: 4 600 m (15 100 ft)

Armamentos
- Metralhadoras/canhões: 1x Lewis de 7,7 mm (0,303 in) no cockpit do observador
- Bombas: 550 kg (1 210 lb) de bombas